# Bons Baisers d'Hollywood
Pour les articles homonymes, voir Bons baisers de....
Pour plus de détails, voir Fiche technique et Distribution.
Bons Baisers de Hollywood (Postcards from the Edge) est un film américain réalisé par Mike Nichols et sorti en 1990.

## Synopsis
À Hollywood, la jeune Suzanne Vale, qui voudrait faire carrière dans le show business, est confrontée en permanence à sa mère Doris Mann, une célèbre actrice qui abuse de son statut pour s’immiscer dans la vie de sa fille.
Le scénario est l’adaptation cinématographique des démêlés de l’actrice Carrie Fisher (Star Wars) avec sa mère Debbie Reynolds (Chantons sous la pluie).

## Fiche technique
- Titre : Bons Baisers d'Hollywood
- Titre original : Postcards from the Edge
- Réalisation : Mike Nichols
- Scénario : Carrie Fisher d’après son autobiographie romancée Postcards From The Edge (1987)
- Musique : Carly Simon
- Photographie : Michael Ballhaus
- Décors : Patrizia von Brandenstein
- Costumes : Ann Roth
- Montage : Sam O'Steen
- Production : Mike Nichols, John Calley
- Société de production : Columbia Pictures
- Société de distribution : Columbia Pictures
- Format : couleur par Technicolor — 1.85:1  — son Dolby — 35 mm
- Pays de production :  États-Unis
- Langue de tournage : anglais
- Genre : comédie dramatique
- Durée : 97 minutes
- Dates de sortie : 
  - États-Unis : 12 septembre 1990
  - France : 20 mars 1991

## Distribution
- Meryl Streep (VF : Élisabeth Wiener)  : Suzanne Vale
- Shirley MacLaine (VF : Arlette Thomas) : Doris Mann
- Dennis Quaid (VF : Edgar Givry) : Jack Faulkner
- Robin Bartlett (VF : Anne Deleuze) : Aretha
- Gene Hackman (VF : Jacques Richard) : Lowell Kolchek
- Mary Wickes (VF : Jacqueline Jefford) : la grand-mère
- Conrad Bain (VF : René Bériard) : le grand-père
- Richard Dreyfuss (VF : Georges Berthomieu) : le docteur Frankenthal
- CCH Pounder (VF : Émilie Benoit) : Julie Marsden
- Gary Morton (VF : Jacques Alric) : Marty Wiener
- Simon Callow (VF : Jean-Paul Muel) : Simon Asquith
- Rob Reiner (VF : Jean-Pierre Carasso) : Joe Pierce
- Oliver Platt (VF : Éric Herson-Macarel) : Neil Bleene
- Annette Bening (VF : Pauline Larrieu) : Evelyn Ames
- JD Souther (VF : Jacques Frantz) : Ted
- Dana Ivey (VF : Anna Gaylor) : L'habilleuse
- Sidney Armus : Sid Roth
- Barbara Garrick : Carol
- Anthony Heald (VF : Georges Poujouly) : George Lazan
- George Wallace : Carl
- Pepe Serna (VF : Michel Tureau) : Raoul
- Steven Brill (VF : Michel Mella) : l'assistant réalisateur
- Michael Byers (VF : Éric Legrand) : Allen
- Evelina Fernandez (VF : Thamilah Mesbah) : l'employé de l'aéroport
- John Verea (VF : Éric Legrand) : le jeune interne

## Récompenses et nominations
- American Comedy Awards 1991 : Prix de l'actrice la plus drôle dans un rôle principal à Meryl Streep.
- Prix du Cercle des critiques de film de Londres 1992 : Prix révélation de l’année à Annette Bening